# Финале Европског првенства у фудбалу 1960.
Финале европског првенства у фудбалу 1960. била је фудбалска утакмица на стадиону Парк Принчева у Паризу која се одиграла 10. јула 1960. године како би се утврдио победник Европског првенства 1960. године. За европски трон борили су се селекције Совјетског Савеза и Југославије.

## Пут до финала
| Квалификација   | Квалификација    | Квалификација | Квалификација   |
| Совјетски Савез | Совјетски Савез  | Југославија   | Југославија     |
| Противници      | Резултати        | Противници    | Резултати       |
| Први круг       | Први круг        | Први круг     | Први круг       |
| --------------- | ---------------- | ------------- | --------------- |
| Мађарска        | 3:1, 1:0         | Бугарска      | 2:0, 1:1        |
| Четвртфинале    |                  |               |                 |
| Шпанија         | предана утакмица | Португал      | 5:1, 1:2        |
| Полуфинале      |                  |               |                 |
| Чехословачка    | 3:0              | Француска     | 5:4 (продужеци) |

## Утакмица

### Резиме
Совјетски Савез добио је меч са 2:1, након продужетака.  
Југославија је отворила утакмицу поготком Милана Галића, пред крај првог полувремена, пре него што је Слава Метревели изједначио одмах после интервала. Меч је, у регуларном делу, завршен нерешеним резултатом, 1:1. Победнички гол постигао је Виктор Понеделник, током другог продужетка, односно у 113. минуту.

### Детаљи
| Совјетски Савез                   | 2 : 1 (п. с. н.) | Југославија |
| --------------------------------- | ---------------- | ----------- |
| - Метревели 49’ - Понеделник 113’ | Извештај         | - Галић 43’ |

| СССР | Југославија |

| 1              | Лав Јашин          |
| 2              | Гиви Чокели        |
| 4              | Анатолиј Крутиков  |
| 3              | Анатоли Маслионкин |
| 5              | Јуриј Војнов       |
| 6              | Игор Нето (к)      |
| 8              | Валентин Иванов    |
| 7              | Слава Метревели    |
| 9              | Виктор Понеделник  |
| 10             | Валентин Бубукин   |
| 11             | Михаил Месхи       |
| Тренер:        |                    |
| Гаврил Качалин |                    |

| 1                                                   | Благоје Видинић     |
| 2                                                   | Владимир Дурковић   |
| 5                                                   | Јован Миладиновић   |
| 3                                                   | Фахрудин Јусуфи     |
| 4                                                   | Анте Жанетић        |
| 6                                                   | Жељко Перушић       |
| 7                                                   | Жељко Матуш         |
| 10                                                  | Драгослав Шекуларац |
| 8                                                   | Дражан Јерковић     |
| 9                                                   | Милан Галић         |
| 11                                                  | Бора Костић (к)     |
| Тренери:                                            |                     |
| Љубомир Ловрић Драгомир Николић Александар Тирнанић |                     |